# 파우스트 박사

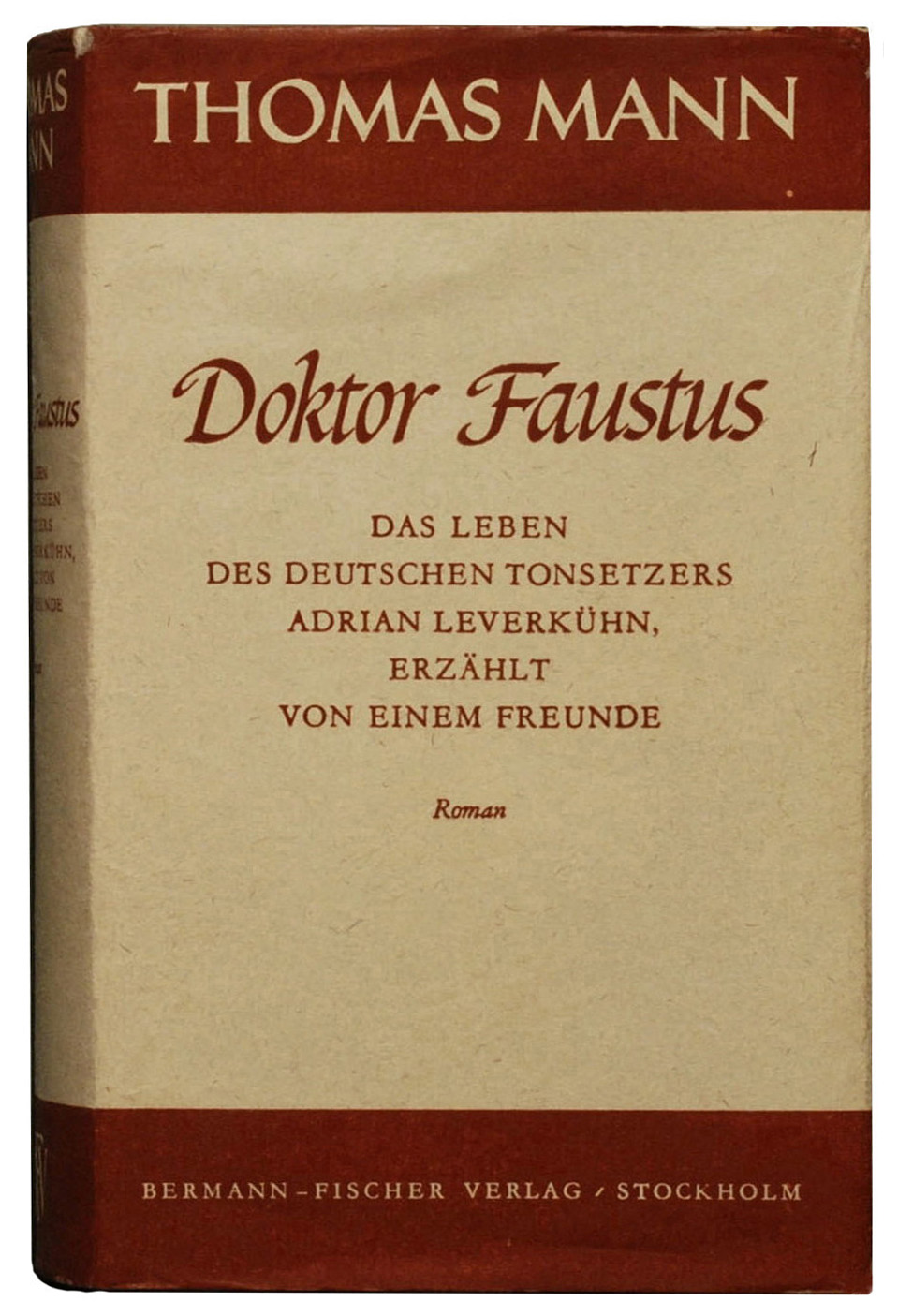

《파우스트 박사》(Doktor Faustus, 1947년)는 토마스 만의 소설이다.
파우스트 전설을 근대화한 것으로 부제(副題)로 <한 친우가 이야기하는 독일의 작곡가 아드리안 레베퀸의 일생>이라 쓰여 있다. 1949년 동·서 양 독일로부터 괴테상(賞)을 받았다. 이 작품의 해석에는 1949년 발표된 <파우스트 박사의 성립>이 참고가 된다.
줄거리는 작곡가인 아드리안이 인간을 사랑치 않을 것을 조건으로 예술창조의 감격을 위해 악마에게 자신을 팔아 비참한 최후를 마친다는 이야기로 악마는 매독으로써 주인공의 뇌(腦)를 해친다. 니체의 발광(發狂)을 모델로 삼고 세계의 종말을 예언하는 묵시록(默示錄)의 음악화(音樂化)에 잘 어울리는 음악이론을 쇤베르크의 음악에 의해 전개하고 있다. 만을 방문한 손자인 프리트가 “제가 찾아와 기쁘시지요”하고 말한 것을 그대로 작중(作中)의 어린 에히요에게 말하게 하고 있다. <부덴브로크>의 피날레인 “모두 어디로 갔을까”와는 반대로 ‘온다’고 하는 기쁨도, 사람을 사랑하여서는 안 되는 까닭에 어린 에히요를 죽게 하지 않으면 안 되었다는 데 만은 고통을 느꼈다고 한다.